# Château de Wangenbourg
Le château de Wangenbourg est un château médiéval situé sur la commune de Wangenbourg-Engenthal, Bas-Rhin.
Il fait l’objet d’un classement au titre des monuments historiques depuis décembre 1898.

## Localisation
Le château est situé sur un promontoire rocheux, dans la forêt au sud-est du village de Wangenbourg. On y accède depuis le village en empruntant la rue du Château puis un petit sentier. Le château est à une centaine de mètres du village.

## Historique
Le Château de Wangenbourg a une histoire qui remonte au XIIIe siècle. Construit par les sires de Wangen, il se dresse au cœur d'un vaste domaine qui appartenait à l'abbaye d'Andlau depuis le IXe siècle. Situé près d'une importante route reliant Obersteigen et Dabo, le château a été érigé dans le but de légitimer sa construction et de bénéficier de la protection du seigneur local. Les nobles de Dicka ont joué un rôle crucial en tant qu'avoués de l'abbaye, assurant ainsi la liaison entre le château et l'institution religieuse.
En 1357, deux branches de la famille des Wangen se sont partagé le Wangenbourg. Après l'extinction des Dicka en 1386, les Wangen ont directement hérité du fief de l'abbaye. Cependant, au XVIe siècle, le château était en mauvais état, faute de moyens pour son entretien. L'évêque de Strasbourg, Etienne de Wangen, a lancé des travaux de restauration en 1523, cofinancés par l'évêché et la famille Wangen. Ces efforts ont toutefois entraîné des litiges financiers avec l'évêché. Après 1578, l'évêque Jean de Manderscheid a tenté en vain de faire du château une possession de l'évêché de Strasbourg.
Sous Louis XIV, vers 1680, le château a été occupé par une garnison française. Lors de leur départ, les soldats ont fait sauter la tour nord, également connue sous le nom de tour de la Chapelle, ainsi que la courtine attenante, afin de le rendre vulnérable.

## Description
La vaste enceinte polygonale subsiste ainsi que les bases des murs des bâtiments à l'intérieur de l'enceinte (logis et communs).
Les ruines du château sont classées aux monuments historiques depuis le 6 décembre 1898.
Les fouilles effectués sur le site ont permis de mettre au jour une table à feu dans un logis rebâti au début du XVIe siècle.

## Plan
| N° | Description en français                  |  |
| -- | ---------------------------------------- |  |
| 1  | Fossé principal                          |  |
| 2  | Rampe d'accès du XVIIe siècle            |  |
| 3  | Entrée et rampe d'accès de la basse-cour |  |
| 4  | Basse-cour                               |  |
| 5  | Passerelle et entrée principale          |  |
| 6  | Fossé                                    |  |
| 7  | Logis de Hartmann de Wangen              |  |
| 8  | Logis de Georg de Wangen                 |  |
| 9  | Tourelle d'escalier en vis               |  |
| 10 | Étuve                                    |  |
| 11 | Four de cuisine                          |  |
| 12 | Tour de la chapelle                      |  |
| 13 | Grand logis gothique                     |  |
| 14 | Citerne à filtration                     |  |
| 15 | Tour-habitat                             |  |
| 16 | Donjon                                   |  |
| 17 | Tombe                                    |  |

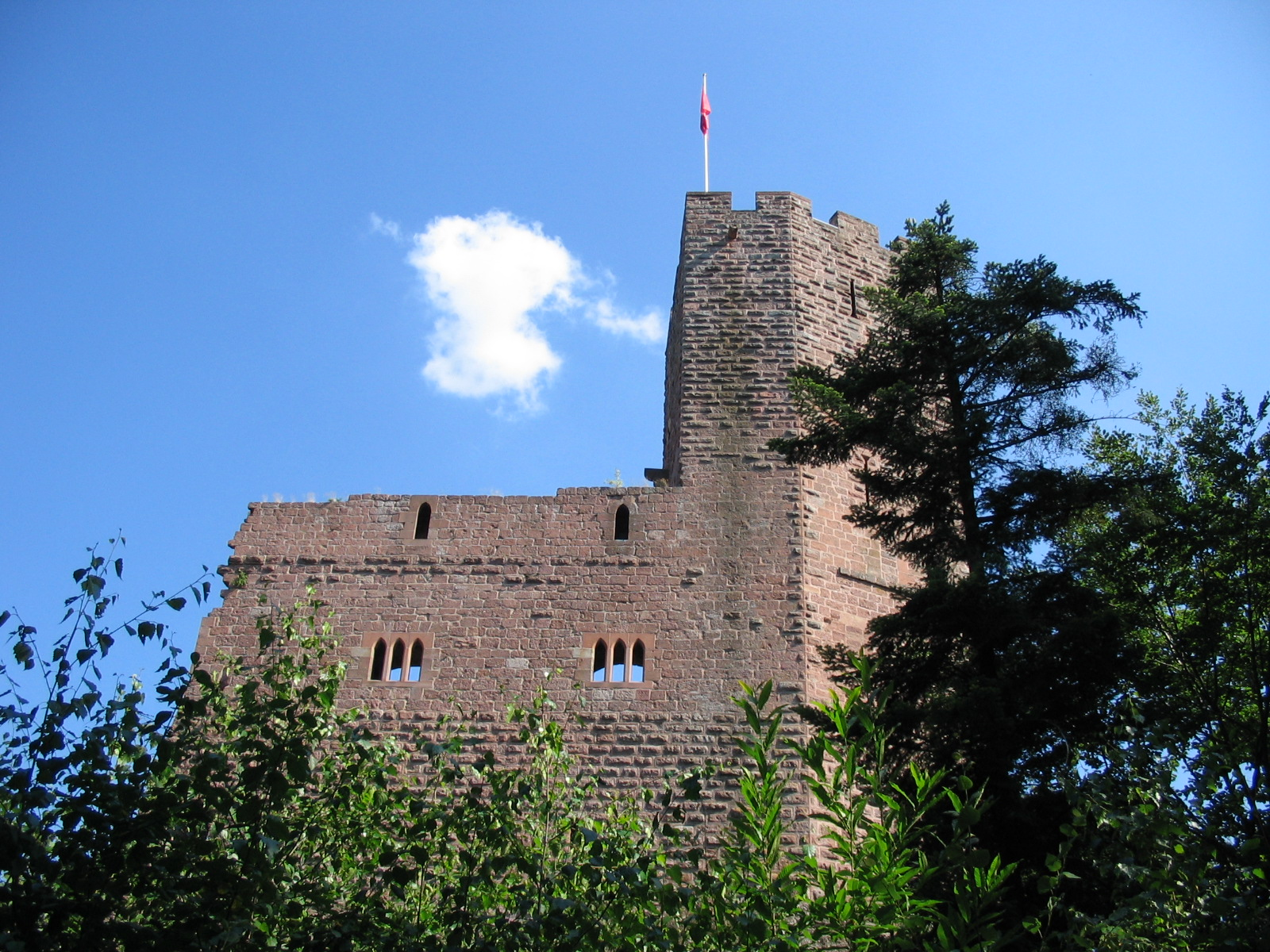
Vue générale.
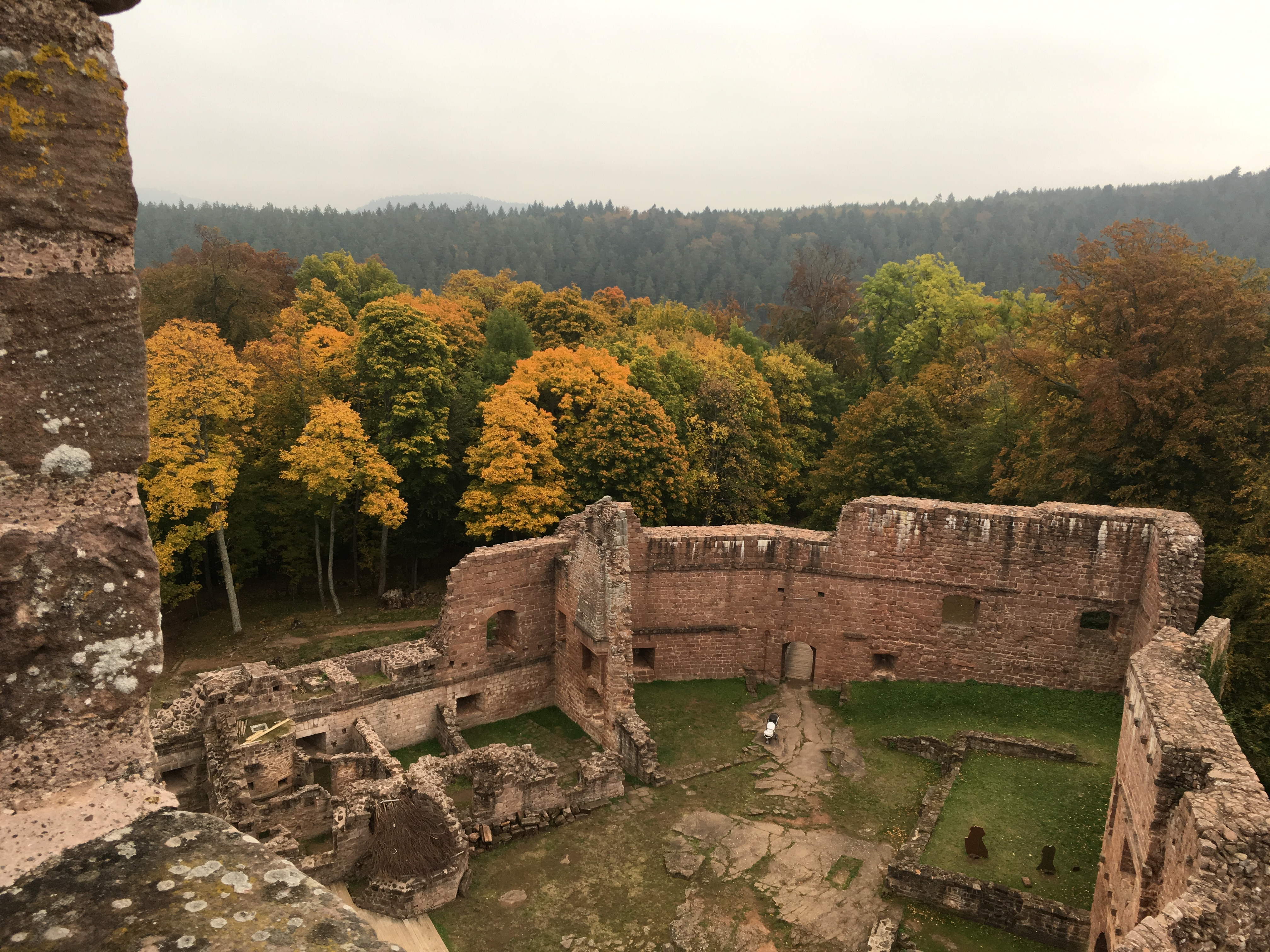
Vue générale de l'intérieur.
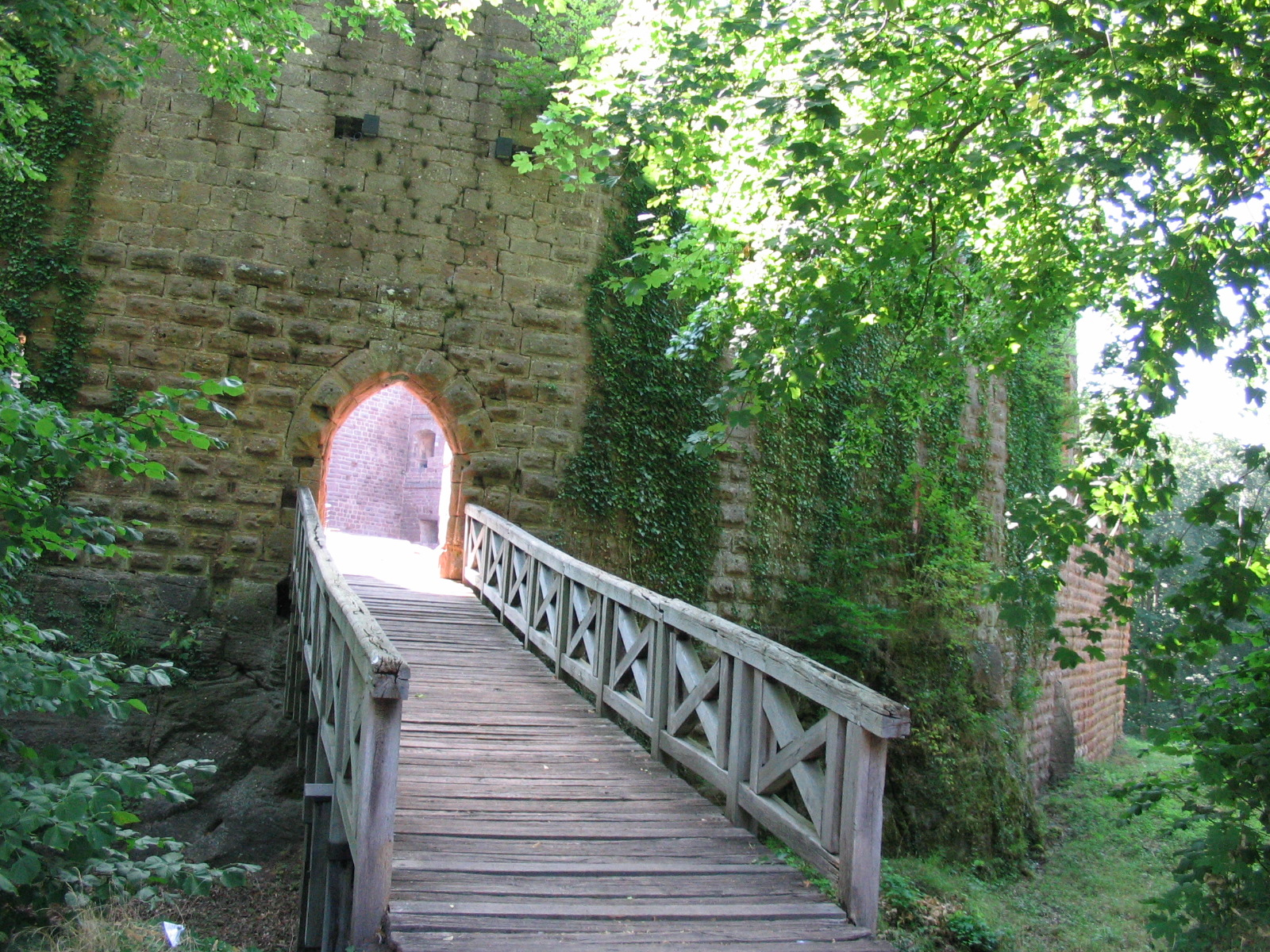
Entrée principale.
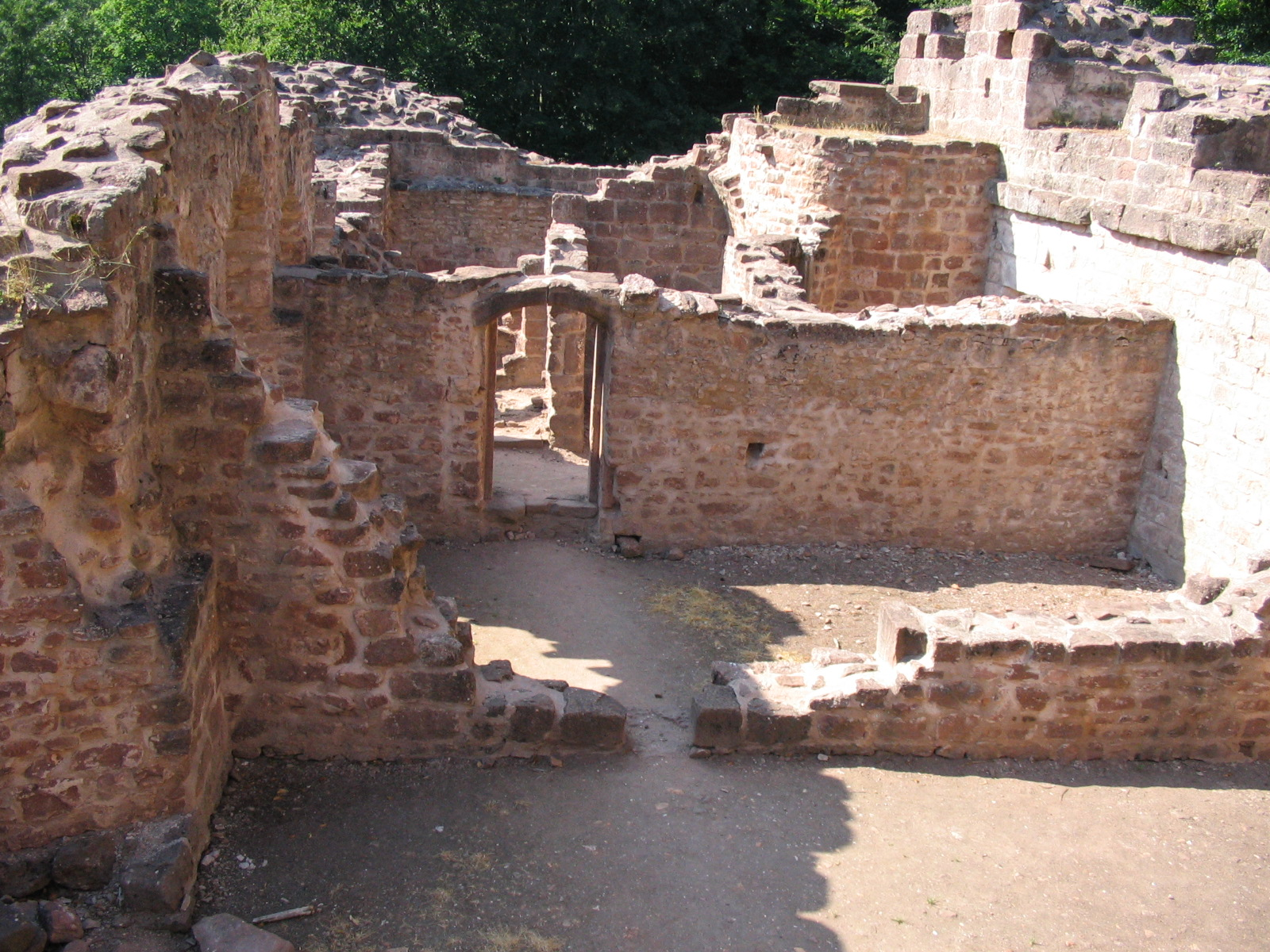
Logis de Georg de Wangen.
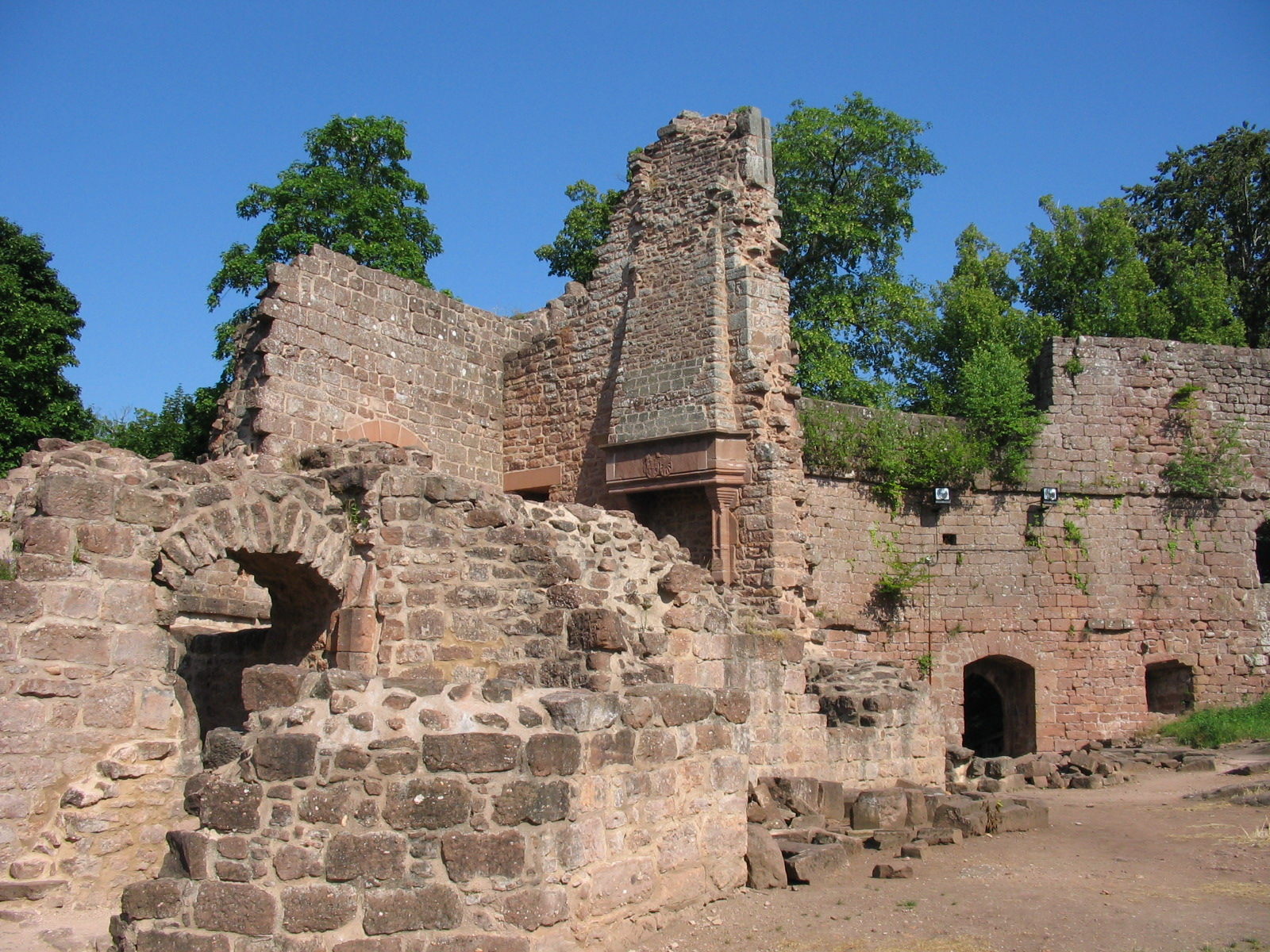
Logis de Georg de Wangen.
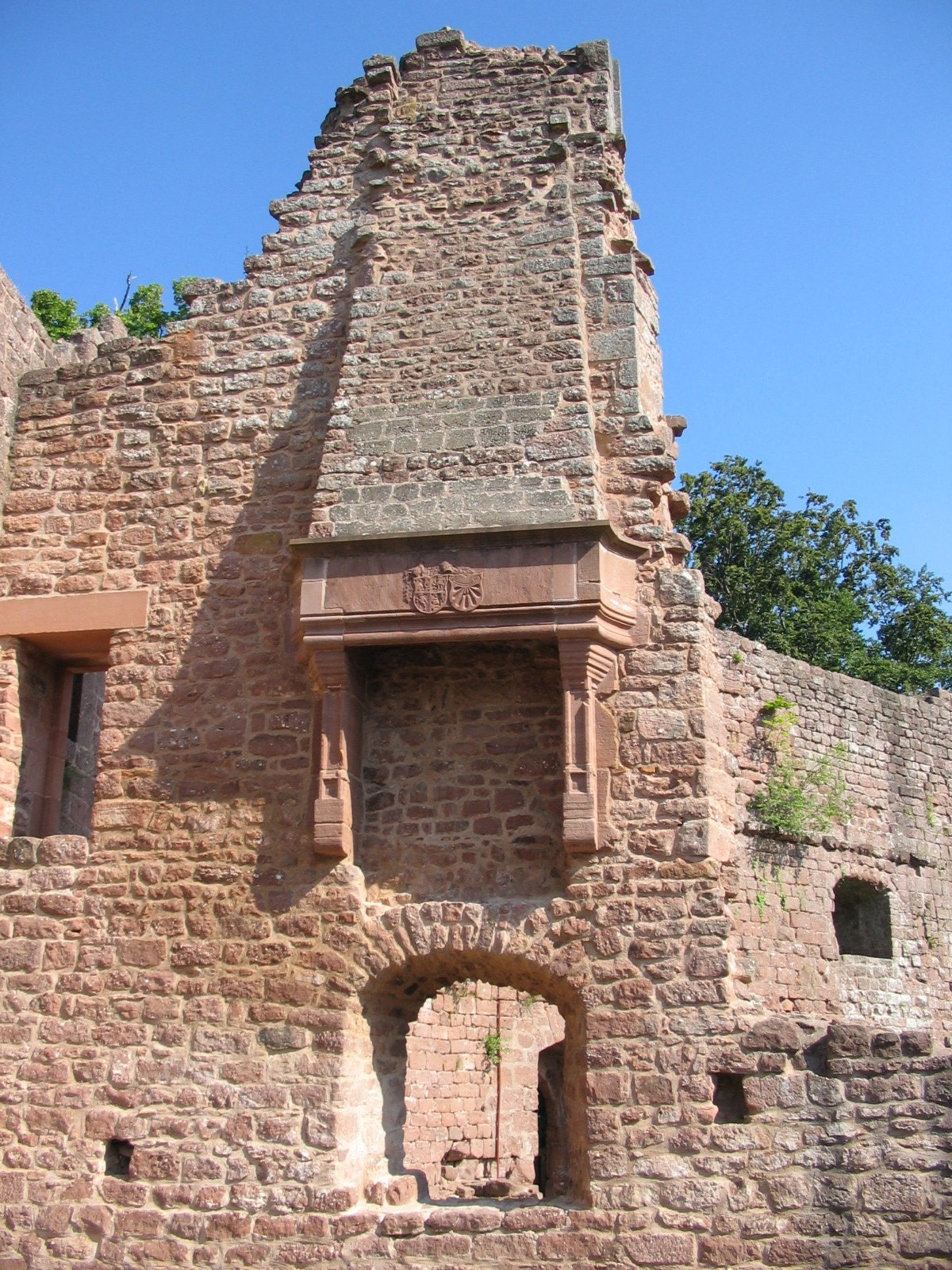
Cheminée Renaissance.
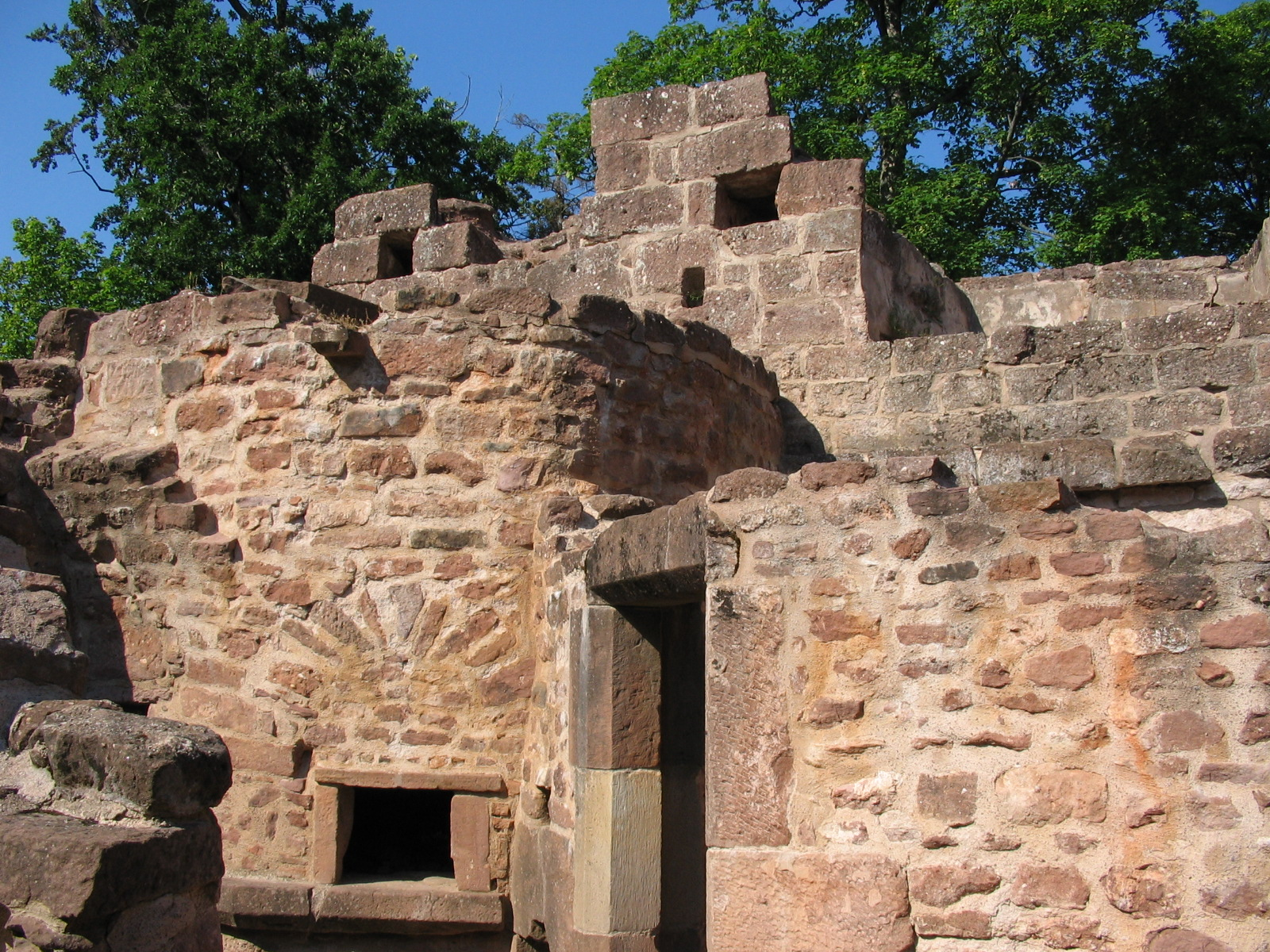
Four de cuisine.
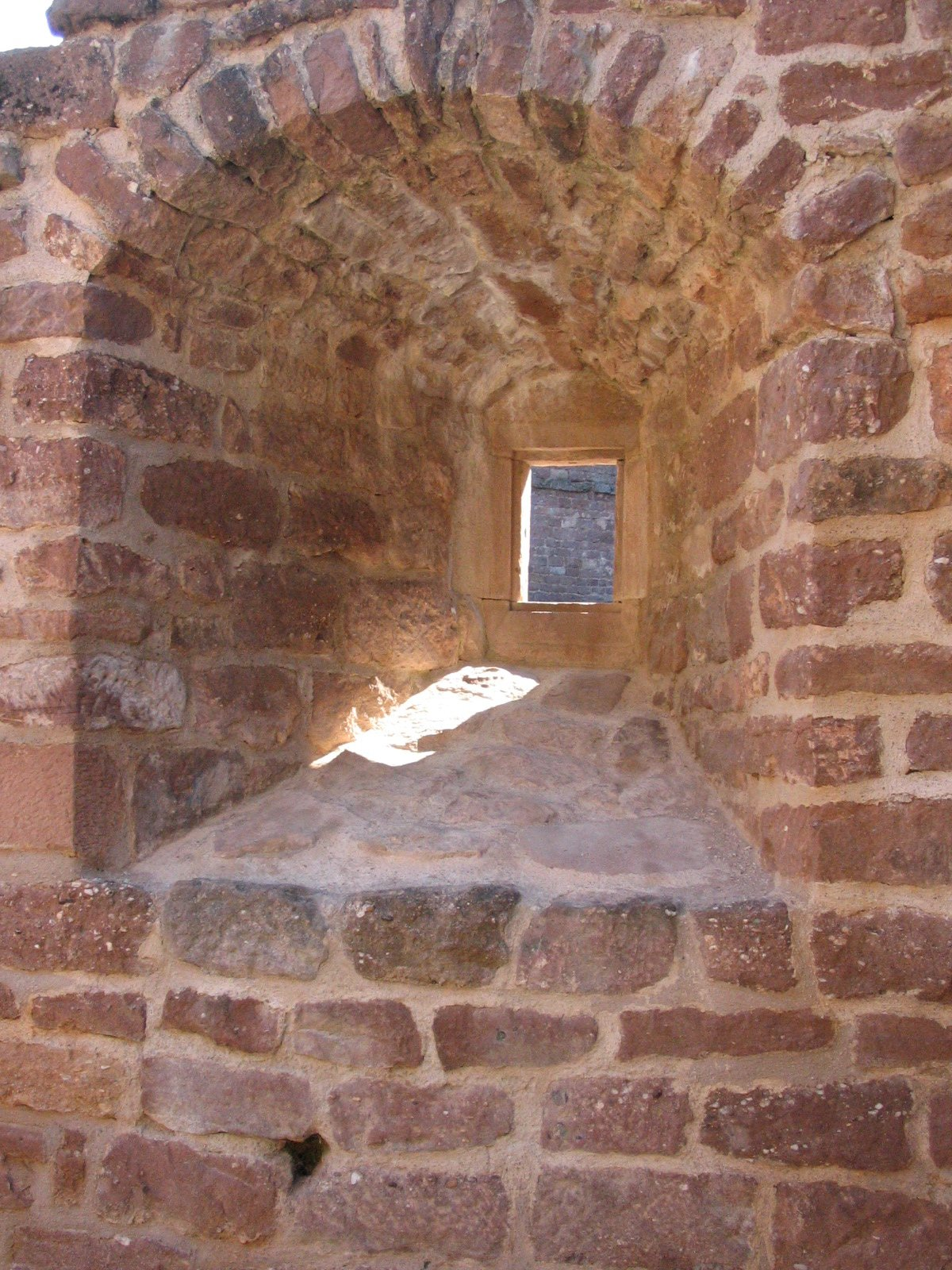
Fenêtre.
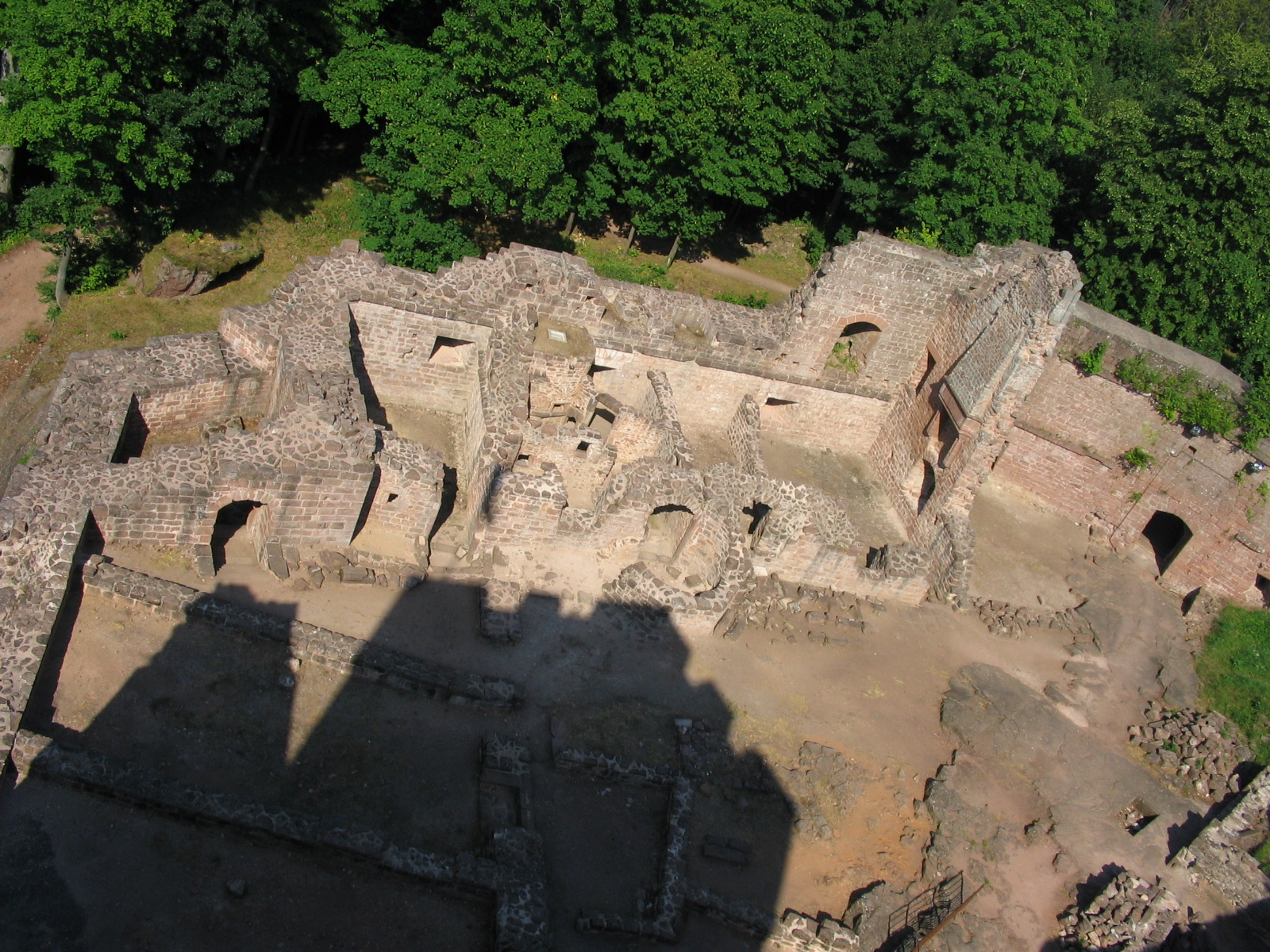
Vue du donjon.